# Freitagsmoschee von Yazd

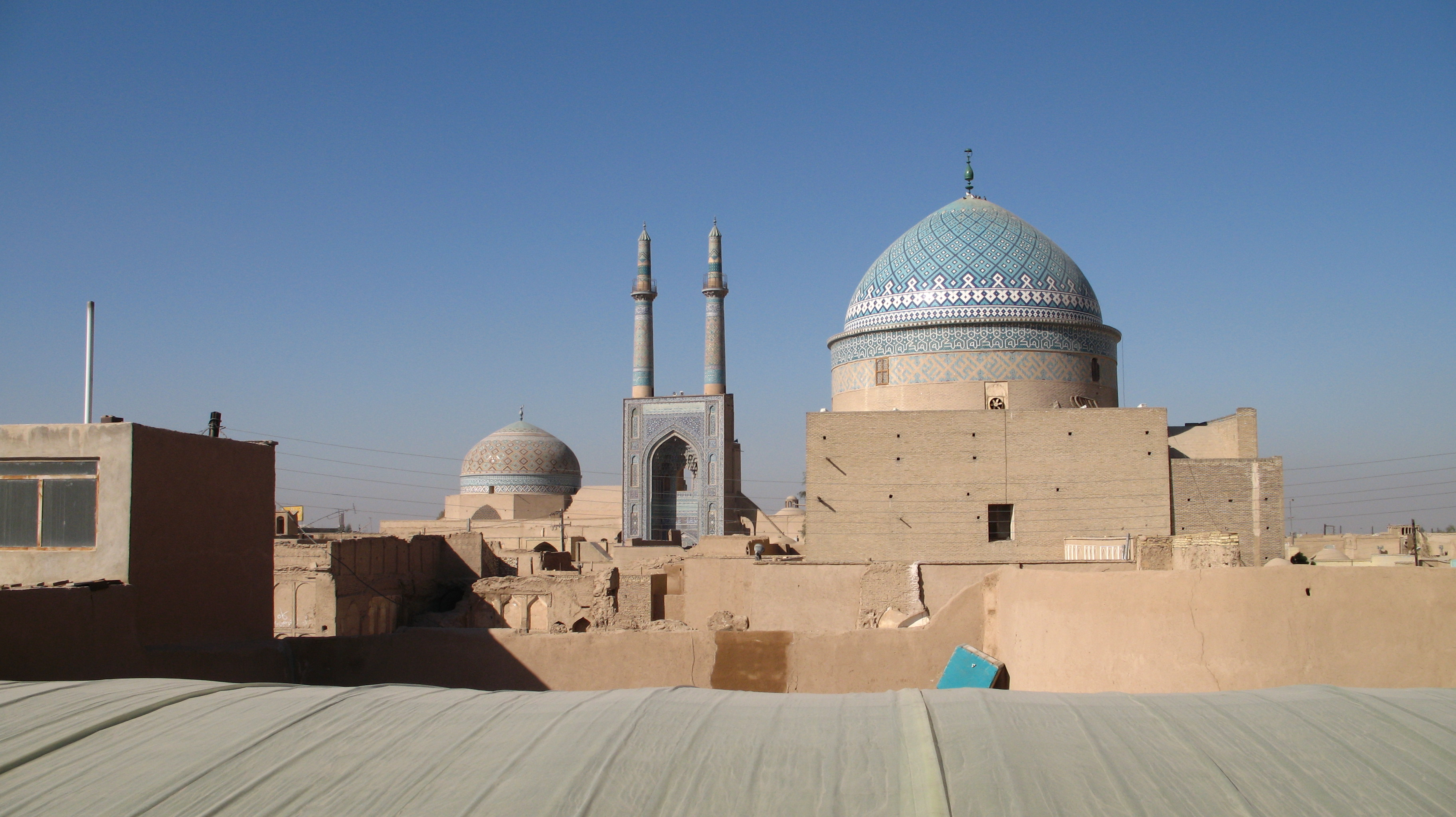
Blick auf die Freitagsmoschee von Yazd (linke Kuppel) und das Saiyid-Rukn-ad-Din-Mausoleum (rechte Kuppel)

Die Freitagsmoschee von Yazd (persisch مسجد جامع یزد, DMG Masǧed-e ǧāme‘-e Yazd) ist die große Versammlungsmoschee (arab. ǧāmiʿ) der Stadt Yazd in der gleichnamigen Provinz im Iran. Die Moschee ist auf der Vorderseite der iranischen 200-Rial-Banknote abgebildet.

## Geschichte
Die Moschee aus dem 12. Jahrhundert ist heute nach wie vor in Benutzung. Sie wurde erstmals unter Ala ad-Daula Garschasp II. (gest. 1141) aus der Kakuyiden-Dynastie erbaut. In den Jahren 1324 und 1365 wurde sie erst durch die Ilchane, dann durch die Muzaffariden weiträumig erweitert, und ist heute eines der herausragenden Gebäude des 14. Jahrhunderts in Iran.

## Beschreibung
Die Moschee ist ein ausgezeichnetes Exemplar des Azari-Stils innerhalb der persischen Architektur. Sie wird von einem Paar Minaretten gekrönt, den höchsten im Iran, und die Fassade des Portals ist von oben bis unten mit blendenden Fliesen dekoriert, hauptsächlich in blau gehalten. Innerhalb der Moschee befindet sich ein langer mit Arkaden versehener Hof (Sahn); hinter einem tiefliegenden südöstlichen Iwan befindet sich eine Altarkammer (Schabestan – eigentlich ein durch ein Belüftungssystem gekühlter Raum). Diese Kammer unter der gedrungenen gefliesten Kuppel ist dekoriert mit Fayence-Mosaiken und ihr hoher Fayence-Mihrab aus dem Jahr 1365 ist einer der schönsten seiner Art.

## Galerie

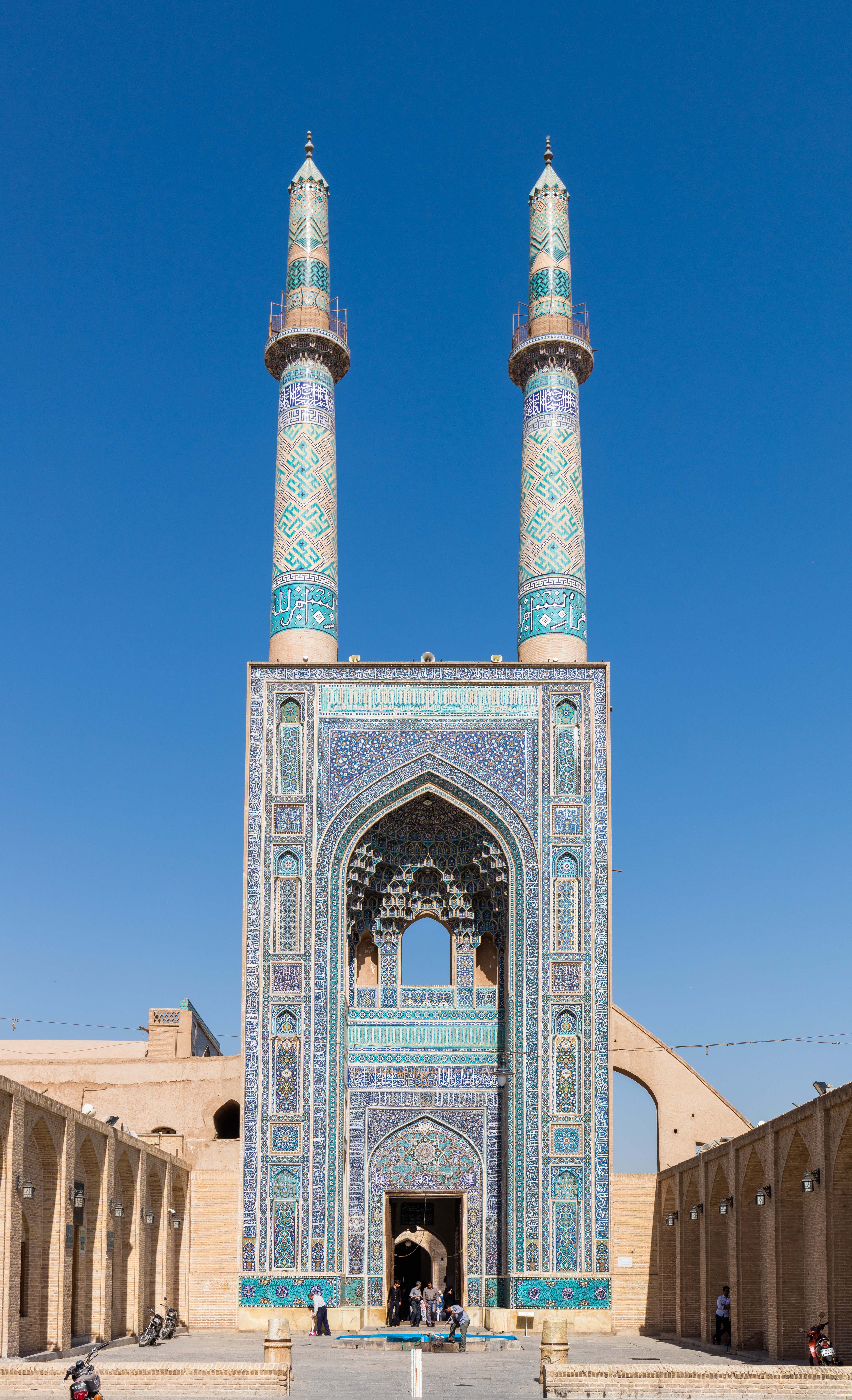
Portal und Minarette
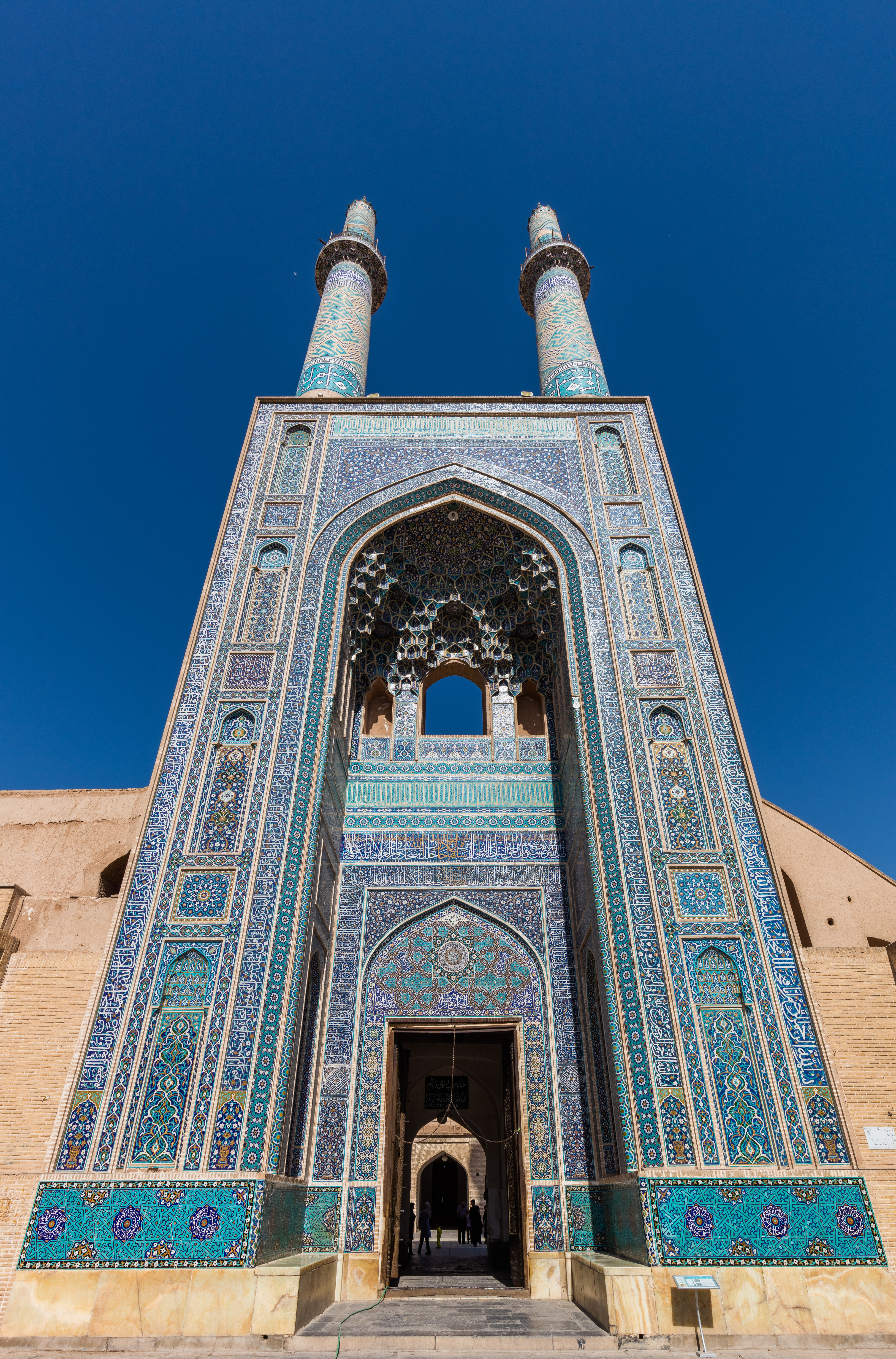
Muqarnas über dem Eingang
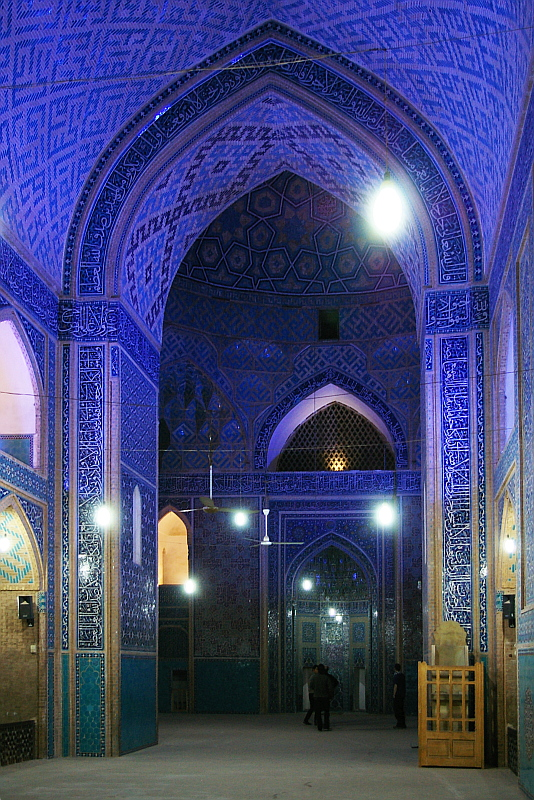
Innenbereich
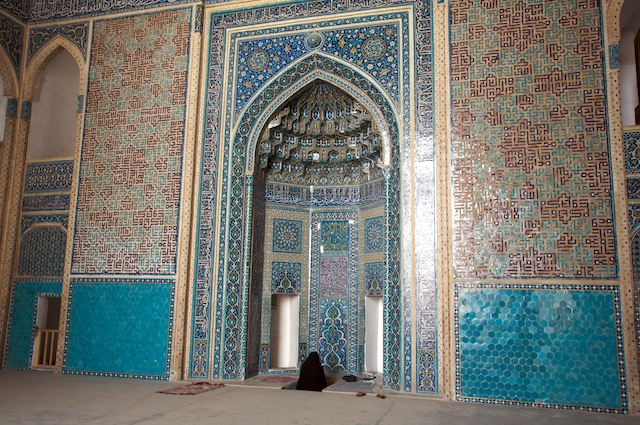
Mihrab
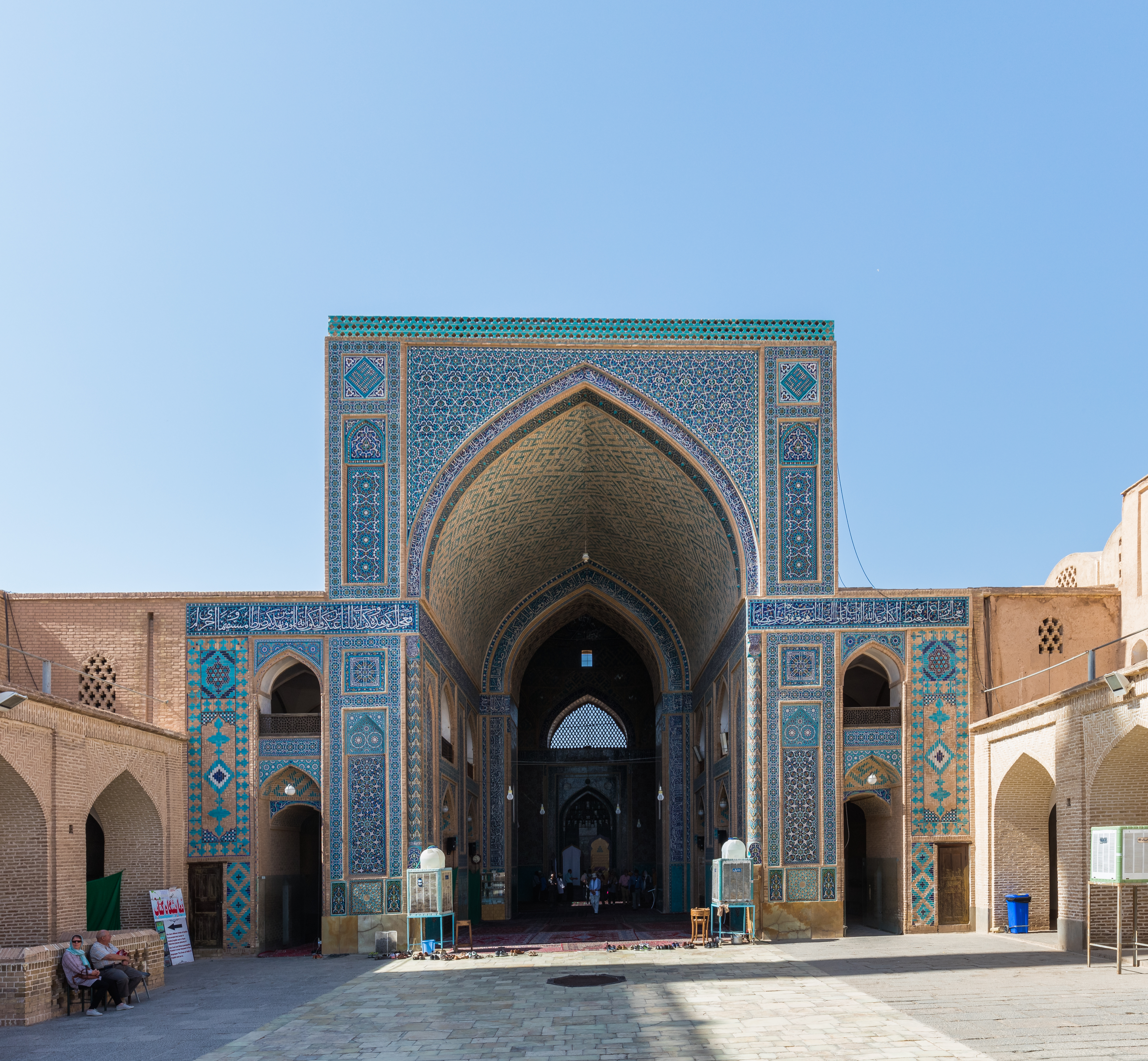
Iwan
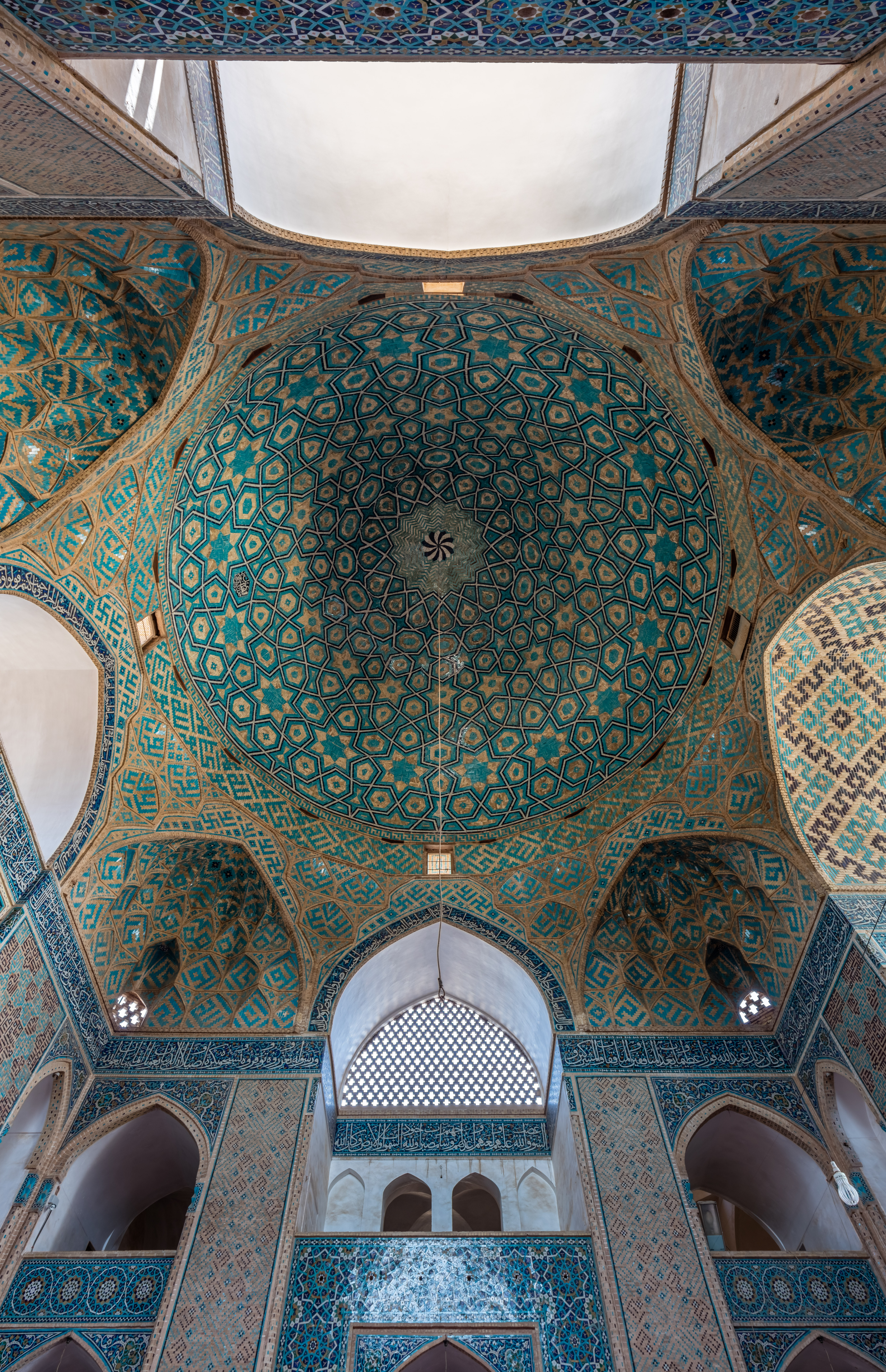
Innenansicht der Kuppel